# Władysław Prokesch
Władysław Józef Prokesch, pseudonim W.P., W.Pr., p., wp (ur. 18 lub 19 marca 1863 w Krakowie, zm. 20 listopada 1923 tamże) – polski dziennikarz, krytyk literacki i tłumacz.

## Życiorys
Wcześnie utracił rodziców. Uczęszczał do gimnazjum św. Jacka w Krakowie i tam w 1881 zdał maturę. Następnie rozpoczął studia na wydziale prawa Uniwersytetu Jagiellońskiego, gdzie w 1887 uzyskał absolutorium.
W 1886 roku zatrudnił się w redakcji „Nowej Reformy”, w której pracował do końca życia. Z czasem dostał tam posadę recenzenta teatralnego, a następnie kierownika całego działu literacko-artystycznego. Pisał o literaturze, malarstwie i muzyce. Współpracował z wieloma pismami krakowskimi, takimi, jak: „Przegląd Literacki i Artystyczny”, „Świat”, „Nowości Ilustrowane”; warszawskimi: „Ateneum”, „Echo Muzyczne, Teatralne i Artystyczne”, „Kurier Warszawski”, „Świat”, „Tygodnik Illustrowany”, „Wędrowiec”, a także z petersburskim pismem „Kraj”.
W 1895 ożenił się z Władysławą z Kaczyńskich, z którą miał trzech synów: m.in. Leszka Prokescha wzgl. Rymszę (1905–1938, aktor, zmarły w wieku 33 lat) i cztery córki.
Był członkiem wielu stowarzyszeń i towarzystw, m.in. Syndykatu Dziennikarzy Krakowskich (od 1912 członek zarządu), krakowskiego Koła Artystyczno-Literackiego (sekretarz w latach 1890–1903) oraz Towarzystwa Miłośników Historii i Zabytków Krakowa.
Często podejmował się roli redaktora: opracował Wspomnienia mieszczanina krakowskiego z lat 1768–1807 Tomasza Krzyżanowskiego (1900), ogłosił szkic Z dziejów krakowskiej Szkoły Sztuk Pięknych (1917), opublikował też kilka sylwetek artystów w wydawanej przez Księgarnię Jana Czerneckiego popularnej serii „Współczesne Malarstwo Polskie” (1911–1920).
Przetłumaczył dramat Ponad siły norweskiego pisarza Bjørnstjerne Bjørnsona (Lwów, 1904), dramat Ogniwa holenderskiego pisarza Hermana Heyermansa (Lwów, ok. 1905) oraz – wraz z Maciejem Szukiewiczem – tom nowel Kolorowe szkiełka Jaroslava Vrchlickiego (Kraków, ok. 1914).
Od 1922 wykładał historię literatury polskiej w Miejskiej Szkole Dramatycznej w Krakowie.
Pochowany został na cmentarzu Rakowickim.

## Twórczość
- Wspomnienia mieszczanina krakowskiego z lat 1768–1807 (1900)[3] – opracowanie
- Współczesne Malarstwo Polskie, zeszyt 1 Franciszek Żmurko (1911)
- Współczesne Malarstwo Polskie, zeszyt 3 Wincenty Wodzinowski (1911)
- Współczesne Malarstwo Polskie, zeszyt 8 Antoni Piotrowski (1914)
- Współczesne Malarstwo Polskie, zeszyt 9 Józef Unierzyski (1914)
- Współczesne Malarstwo Polskie, Wlastimil Hofmann (1920)
- Z dziejów krakowskiej Szkoły Sztuk Pięknych (1917)